# Primera Nación Homalco

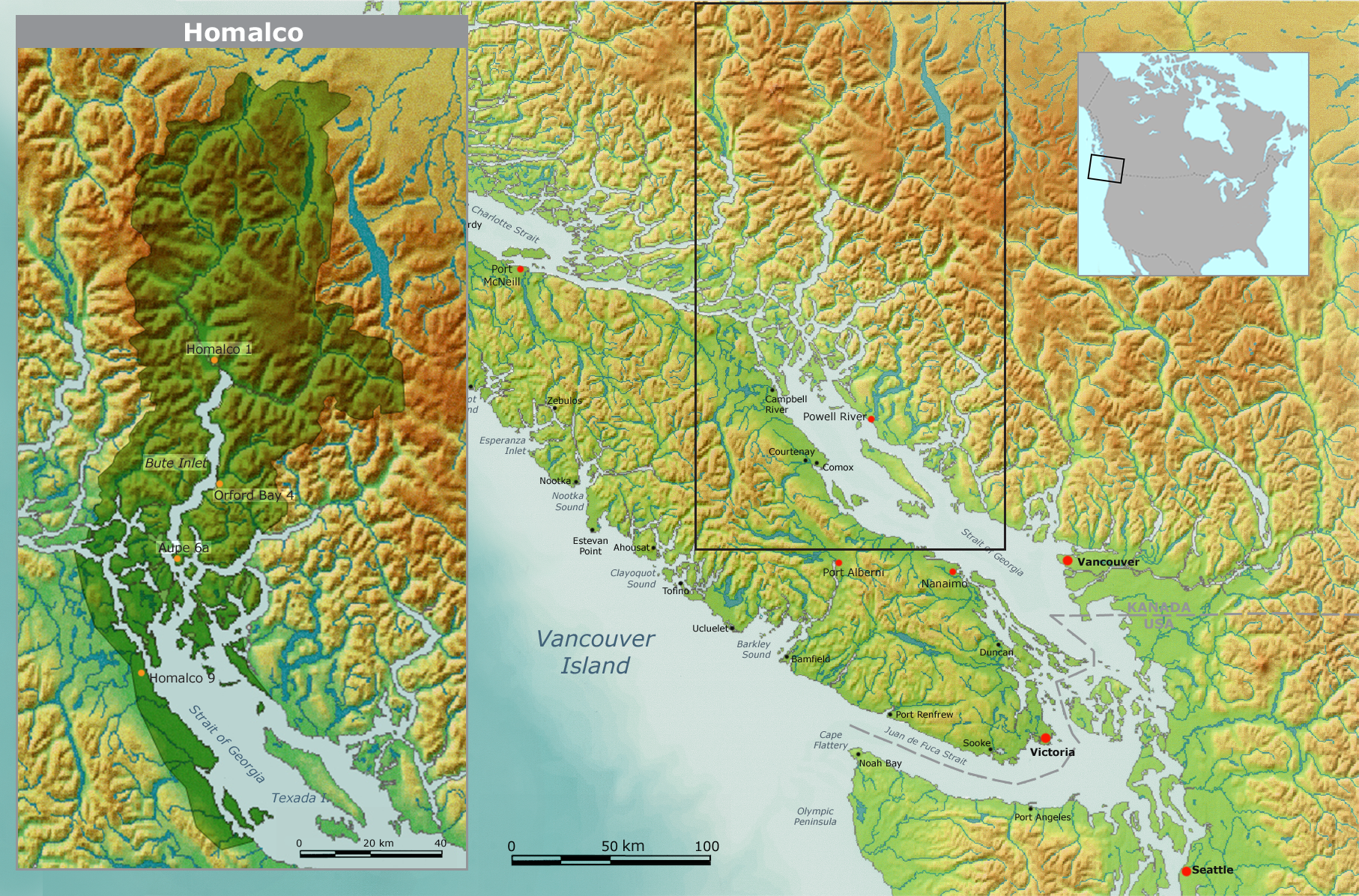

La Primera Nación Homalco (en comox: xwémalhkwu, también escrito χʷɛmaɬku) es una de las Naciones originarias de Canadá, ubicada en la ensenada de Bute, cerca de la Sunshine Coast de la Columbia Británica (Canadá). Los homalco también son conocidos, junto con sus vecinos los sliammon y klahoose, y los k'ómoks de las zonas cercanas de la isla de Vancouver, como los comox continentales. Su lengua ancestral es el comox.
La Primera Nación Homalco es miembro del Consejo Tribal Naut'sa mawt.